# Zatyczka analna

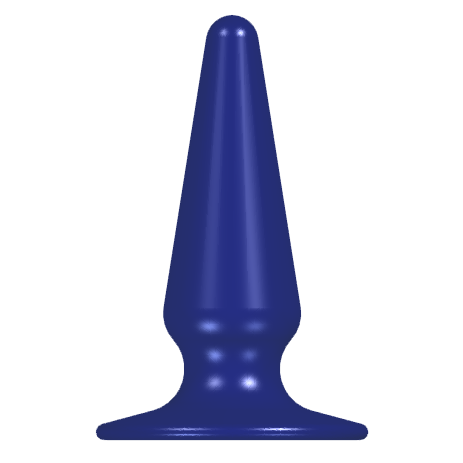
Typowa zatyczka analna

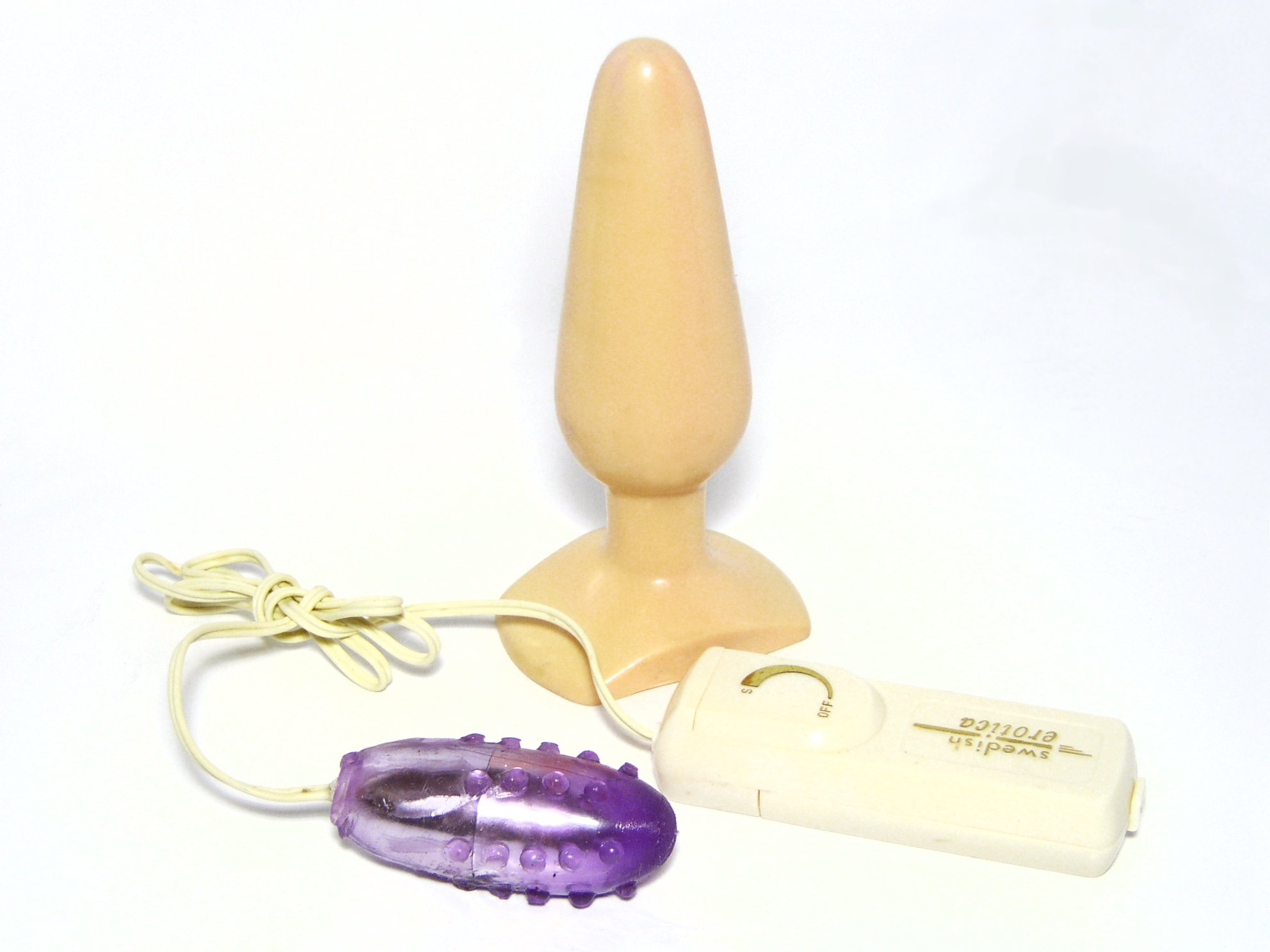
Wibrująca zatyczka analna

Zatyczka analna (nazywana także korkiem analnym) – rodzaj akcesorium seksualnego wkładanego poprzez odbyt do odbytnicy w celu osiągnięcia przyjemności, podniecenia, ewentualnie orgazmu. Zatyczki analne są podobne do sztucznych członków, a także wibratorów, jednak są od nich przeważnie krótsze, mają charakterystyczny, stożkowaty kształt oraz jeden z końców spłaszczony, uniemożliwiający całkowite wsunięcie do odbytnicy.
Dla zapobieżenia uszkodzeniom odbytu, odbytnicy i ewentualnie esicy, zatyczki analne są przeważnie znacznie krótsze niż sztuczne członki czy wibratory. Także ze względu na delikatność końcowej części jelita grubego, korki analne są zwykle obłe po stronie swojego penetrującego końca, zaś ich powierzchnia jest gładka. Zwężenie znajdujące się za grubszą częścią klina, a przed spłaszczonym, niepenetrującym końcem, ma na celu utrzymanie zatyczki analnej na miejscu przez zwieracz odbytu i zapobiega jej wysunięciu.
Zatyczki analne występują w wielu kształtach, kolorach, rozmiarach i zrobione są z rozmaitych materiałów. Większość ma kształt klasyczny (pokazany na obrazku). Jego odmiana ma charakterystyczne zgrubienia i zwężenia umieszczone naprzemiennie, inne przypominają prącie. Korki analne przeznaczone specjalnie dla mężczyzn są wygięte tak, żeby dostarczać przyjemności, masując prostatę. Lateks i silikon, a także inne elastyczne tworzywa sztuczne to materiały najczęściej używane do produkcji zatyczek. Spotykane są egzemplarze wykonane z drewna, metalu, szkła czy kamienia. Niepenetrujące końce niektórych zatyczek zakończone są tak, aby przypominały ogony zwierząt, między innymi króliczy, koński czy świński.